# 2946 Muchachos
2946 Muchachos este un asteroid din centura principală, descoperit pe 15 octombrie 1941 de Liisi Oterma.